# Engelbert Brinker
Engelbert Brinker (* 16. November 1883 in Köln; † 13. Dezember 1944 in Gestapo-Haft in der Abtei Brauweiler) war ein deutscher Widerstandskämpfer und eines der führenden Mitglieder der Kölner Gruppe des Volksfrontkomitees Freies Deutschland. Die Gruppe flog im November 1944 auf, die Mitglieder wurden von der Gestapo verhaftet und im Gestapo-Gefängnis in der Abtei Brauweiler inhaftiert und gefoltert. Brinker starb an den Folgen der Folter am 13. Dezember 1944.

## Leben
Der Kölner Schlosser Brinker trat 1919 in die Kommunistische Partei Deutschlands ein. Im Verlauf des Zweiten Weltkrieges organisierte er den Widerstand im Untergrund, versorgte untergetauchte Personen und entflohene Zwangsarbeiter mit Verstecken und mit Lebensmitteln. Er war Mitglied der Nationalsozialistischen Volkswohlfahrt (NSV) und Träger des Kriegsverdienstkreuzes, das ihm für die Rettung von Verschütteten nach einem Bombenangriff verliehen wurde.

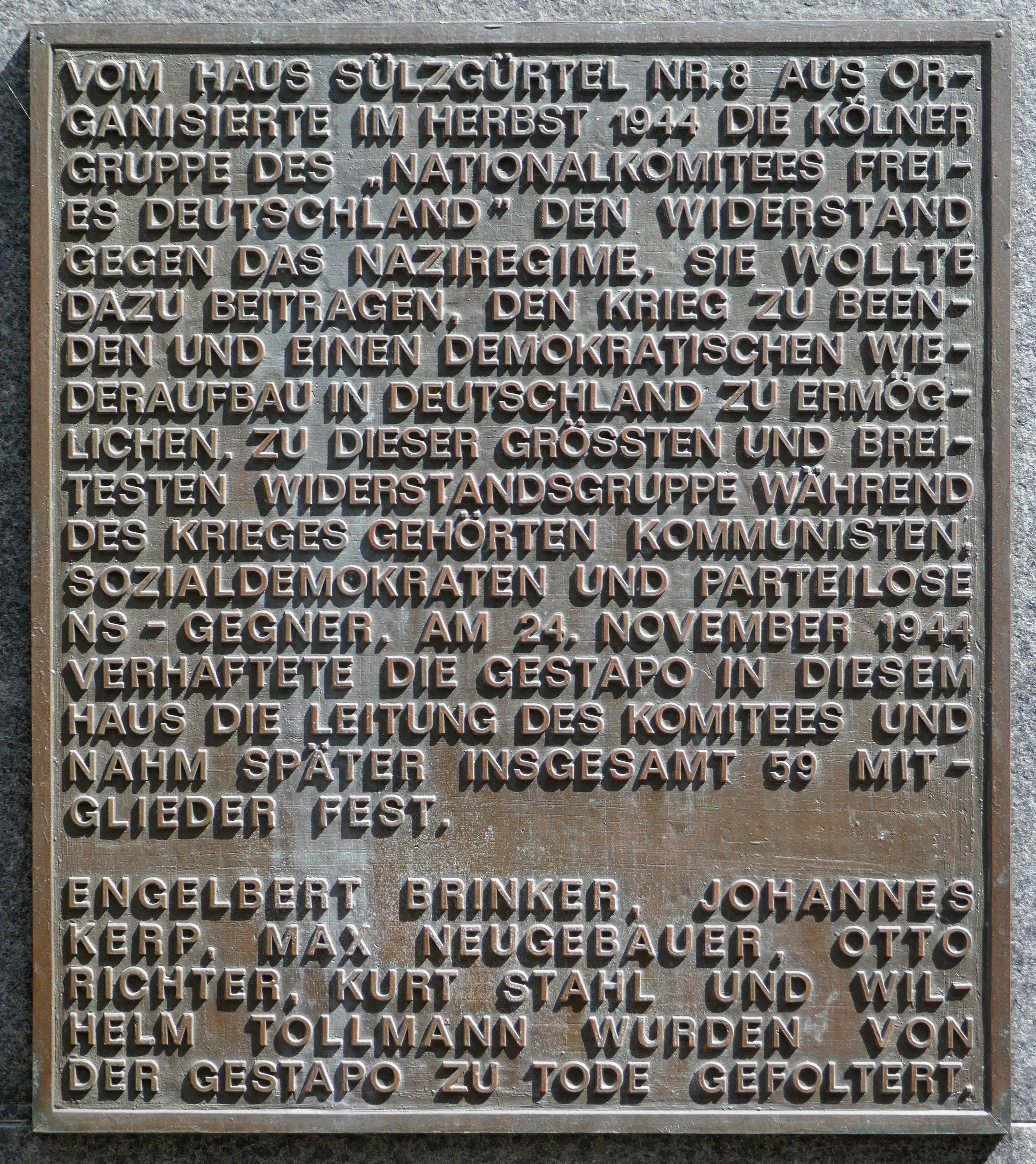
Gedenktafel Sülzgürtel 8

Brinker gründete eine in der Folgezeit aktive kommunistische Widerstandsgruppe in den Klöckner-Humboldt-Deutz-Werken, die neben Sabotage im Motorenwerk und Arbeitsverschleppung auch Kontakte zu den russischen Zwangsarbeitern aufbaute. Über in russischer Sprache verfasste Handzettel informierte er die russischen Arbeiter über den Kriegsverlauf und die aktuelle Lage an der Front. Gleichzeitig baute er gemeinsam mit Willi Tollmann, Jakob Zorn, Otto Richter und Johannes Kerp ein Netzwerk der Widerstandsgruppen in verschiedenen Kölner Betrieben auf. Als sich im Juli 1943 in der Sowjetunion das Nationalkomitee Freies Deutschland gründete, versuchten die Kölner Kommunisten in der zweiten Jahreshälfte 1943 auch in dieser Region ein breites Aktionsbündnis gegen die nationalsozialistische Gewaltherrschaft aufzubauen. Seit März 1944 nannte sich die Kölner Widerstandsgruppe Volksfrontkomitee Freies Deutschland, die von einem Wohnhaus in Köln-Sülz aus Flugblattaktionen für die Unterstützung Untergetauchter koordinierte. Neben den kommunistischen Mitgliedern, die das Volksfrontkomitee leiteten, gehörten der aus rund 200 Personen bestehenden Gruppe auch Sozialdemokraten, Bibelforscher, Ärzte, ehemalige Betriebsdirektoren und sogar NSDAP-Mitglieder an.
Die Gruppe flog im November 1944 auf, als im Zuge der Verhaftung der Familienangehörigen der Edelweißpiraten unter Folter in Gestapo-Haft vage Informationen über die Gruppe preisgegeben wurden. Die Gestapo, die das Sonderkommando Ferdinand Kütter bildete, konnte nach diesen Informationen Brinker am 14. November 1944 verhaften und in das Gestapo-Gefängnis in der Abtei Brauweiler einliefern, wo er tagelang gefoltert wurde. Am 24. November 1944 führte die Gestapo eine Razzia im Haus Sülzgürtel 8 durch und verhaftete die gesamte Führungsgruppe des Volkskomitees, deren Familienangehörige sowie zwei in dem Haus vor der Deportation untergetauchte jüdische Frauen. In den nächsten Tagen wurden über 70 Mitglieder der Widerstandsgruppe verhaftet, für die der Gestapo-Kommissar Ferdinand Kütter im Rahmen einer sogenannten Sonderbehandlung die Todesstrafe beantragte.
Brinker verstarb am 13. Dezember 1944 in der Gestapo-Haft in Brauweiler, vermutlich an den Folgen der wochenlangen Folter.

## Gedenken

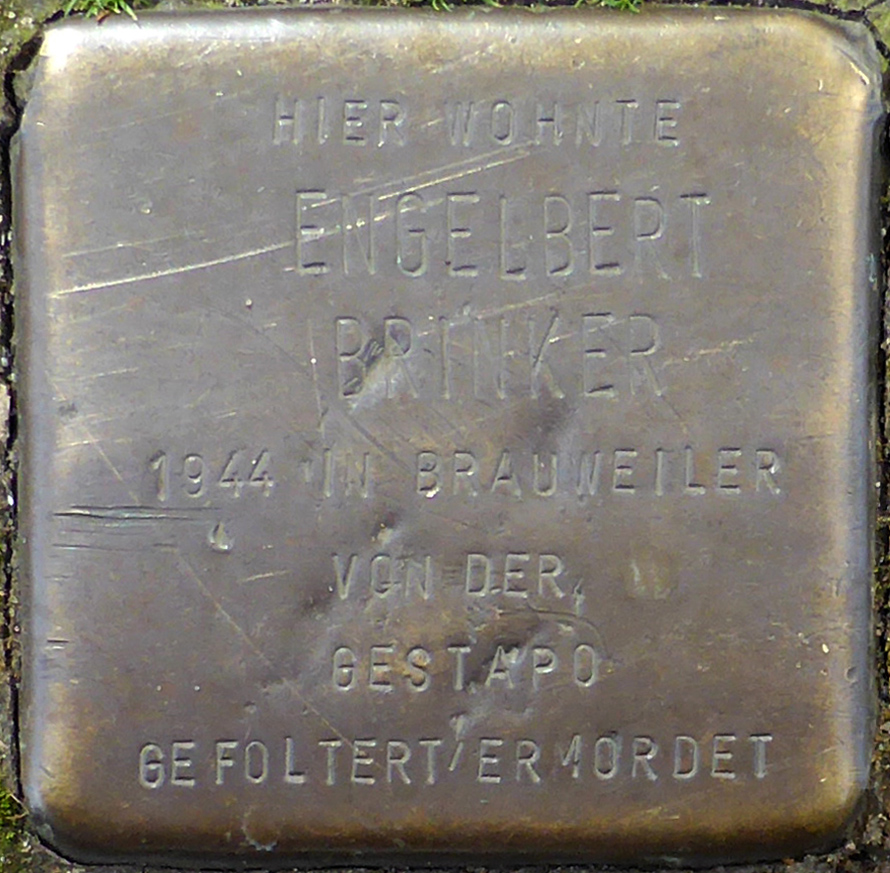
Stolperstein für Engelbert Brinker, Im Dau 4 (Altstadt-Süd)

Vor Brinkers letztem Wohnort Im Dau 4 in der Kölner Altstadt verlegte der Kölner Künstler Gunter Demnig im Februar 2001 einen Stolperstein. Kurz nach der Verlegung wurde der Gedenkstein zerschlagen und mit weißer Farbe beschmiert. Zudem gab es einen Streit mit dem Hausbesitzer, der sich gegen die Verlegung vor dem Hauseingang wehrte. Am 11. September 2001 konnte auf Initiative einer Schulklasse des Humboldt-Gymnasiums eine öffentliche Neuverlegung stattfinden. Seit 2005 ist der Stolperstein erneut erheblich beschädigt.
Am Haus Sülzgürtel 8 wurde in den 1990er-Jahren eine Gedenktafel für die Mitglieder der Kölner Widerstandsgruppe Volksfrontkomitee Freies Deutschland angebracht, die im November 1944 verhaftet und später zu Tode gefoltert wurden.